# Massacro ai grandi pozzi
Massacro ai grandi pozzi (Dragoon Wells Massacre) è un film del 1957 diretto da Harold D. Schuster.
È un western statunitense con Barry Sullivan, Dennis O'Keefe e Mona Freeman.

## Trama
Lungo una polverosa e assolata pista nel cuore del deserto del Nord America, al tempo della rivolta di Geronimo, capo della tribù degli Apache, si incontrano: due detenuti, prossimi all'impiccagione, con sceriffo e scorta, uno spietato venditore di armi agli indiani, un capitano che ha perso tutti i suoi uomini in una imboscata in quel posto poco tempo prima e una diligenza con una coppia di fidanzati e una donna.
Gli indiani vogliono le armi e il whisky che il venditore gli aveva promesso e cercano di averli in ogni modo. Il capitano, togliendo i ferri ed armando i due fuorilegge, lo sceriffo e tutti gli altri, cercano di raggiungere il forte più vicino, non volendo che le armi cadano in mano agli uomini di Artiglio Giallo, fedele alleato di Geronimo. Per questo si battono coraggiosamente contro gli attacchi ripetuti degli indiani e contro il venditore di armi che trama per sfuggire da loro. Il gruppetto, dapprima numeroso, si assottiglia scontro dopo scontro, lasciando dietro di sé diverse croci e alla fine rimangono solo il fuorilegge Link protagonista del film, la bionda Ann, il capitano, Mara la donna mora dalle fattezze messicane, lo sceriffo e il fidanzato di Ann e la piccola Susan raccolta durante il viaggio. Gli indiani fanno terra bruciata intorno al gruppo di fuggiaschi assalendo e sterminando fattorie e presidi militari. A piedi e con poca acqua i sopravvissuti alla fine riescono a liberarsi degli indiani, facendoli cadere in una imboscata. I fuorilegge Link e Tioga nel corso del film mostrano la parte migliore del loro animo e diventano gli eroi positivi. Ann da donna spregiudicata, calcolatrice pronta ad abbandonare il capitano per mettersi col primo uomo ricco che le capita, verrà attratta dal fuorilegge Link e sarà pronta a seguirlo rinunciando per suo amore ad una vita tranquilla ed agiata. Il capitano, deluso da Ann, finirà nelle braccia di Mara, donna che ama e vuole essere amata.
Lo sceriffo, dopo aver perso anche la stella a poker con Link, alla fine lo lascia andare libero come premio per il comportamento coraggioso mostrato contro gli indiani.

## Produzione
Il film, diretto da Harold D. Schuster su una sceneggiatura di Warren Douglas e un soggetto di Oliver Drake, fu prodotto da Lindsley Parsons per la Allied Artists Pictures tramite la Lindsley Parsons Productions e girato a Kanab, Utah, da inizio luglio all'inizio di agosto 1956.

## Distribuzione
Il film fu distribuito con il titolo Dragoon Wells Massacre negli Stati Uniti dal 28 aprile 1957 al cinema dalla Allied Artists Pictures.
Altre distribuzioni:
- in Svezia il 16 gennaio 1958 (Strid utan nåd)
- in Finlandia il 7 marzo 1958 (Taistele tai kuole)
- in Francia il 30 maggio 1958 (La poursuite fantastique)
- in Danimarca il 9 marzo 1962
- in Brasile (O Último Massacre)
- in Brasile (Pagaram com o Próprio Sangue)
- in Spagna (Masacre en el pozo de la muerte)
- in Grecia (Kynigi me to thanato)
- in Italia (Massacro ai grandi pozzi)
- in Germania Ovest (Der Galgen muß warten) (Massaker)